# Walter Trobisch
Walter Trobisch (* 1923 in Leipzig; † 13. Oktober 1979) war ein deutscher Pastor, Missionar, Autor und Mitbegründer der Family Life Mission.

## Leben
Walter Trobisch studierte in Wien, Leipzig, Heidelberg, Paris und Rock Island Theologie. Im Juni 1952 ehelichte er Ingrid Hult (1926–2007), mit der er die Family Life Mission gründete; aus der Ehe gingen fünf Kinder hervor.
Seit 1953 war Trobisch im Dienste der Lutherischen Kirche in Kamerun tätig und machte Mitte der 1960er Jahre Vortragsreisen durch Afrika in Tansania, Sambia und Äthiopien.
Der Neutestamentler David Trobisch ist ein Sohn von Walter und Ingrid Trobisch. Zusammen mit der Tochter Katrine Trobisch Stewart schrieb Ingrid Trobisch einige ihrer Bücher.

## Schriften
- Ich liebte ein Mädchen, Vandenhoeck & Ruprecht, Göttingen 1965, ISBN 3-525-60331-2.
- My wife made me a polygamist / Omodo (= Here is my problem, No. 1). Baden-Baden 1967, viele spätere Auflagen (über die Praxis der Polygamie in Afrika).
- I married you. Harper & Row, New York und Inter-Varsity, London 1971
  - Mit dir. Partnerschaft in der Erprobung. Vandenhoeck & Ruprecht, Göttingen 1972 (5. Auflage 1984. ISBN 3-525-60346-0)
- Der missverstandene Mann. 2. Auflage, Edition Trobisch, Kehl 2002, ISBN 3878270461.